# 테이노로포스
테이노로포스(Teinolophos)는 고대에 살았던 단공류 중 하나이다. 호주의 빅토리아, 플랫 락(Flat Rock)에서 아래턱뼈가 발견되어 알려졌다. 백악기 전기에 걸쳐 서식했다. 테이노로포스는 최초로 알려진 오리너구리의 친척뻘 종이다.
테이노로포스라는 이름은 화가, 피터 트러슬러가 지었다. 이름이 의미하는 바는 '긴 마루(extended ridge)'로 그 치아 구조와 연관이 있다.
처음에는, 테이노로포스는 에우판토테레(eupanthothere)로 생각되었지만, 이후 연구로 크기를 제외하고 스테로포돈과 비슷하다는 것이 드러났다. 테이노로포스의 몸 길이는 대략 10 cm이다.
모식표본으로는 NMV P208231로 좌측 치골 일부분이 알려져 있는데, 대략 1.23 억년 전 형성된 것으로 추정된다. 아랫어금니는 대체로 스테로포돈의 형태와 유사하고, 세도드리부는 압축되어있으며, 뒷꿈치부는 움푹 패인 곳이 없다. 치골은 스테로포돈의 1/6 크기이며, 한쪽 면은 윗어금니와 맞물려있다.
아래턱의 구조는 여타 멸종한 단공류와는 다르다. 또 테이노로포스는 강한 물기 능력을 가지고 있다. 현재 알려진 이빨이 있는 단공류는 매우 특이한 개체로 세도드리부는 긴 반면, 뒷꿈치부의 위치는 더 낮다. 이는 일반적인 포유류의 특징과 유사하다. 어금니는 오리너구리과와 비교했을 때 원시적으로 유사한 복근치이나, 특징은 스테로포돈, 콜리코돈과 공유한다. 이후의 단공류의 어금니는 다근치이다.